# Лебршник (гора)
Лебршник (серб. Лебршник) — гора в Боснии и Герцеговине на территории Республике Сербской и Черногории. Своей большей частью находится в общине Гацко. Её высота составляет 1 985 метров над уровнем моря. У подножия горы находится озеро Клинье. К северо-западу от горы в расселине Гредель находится исток Неретвы.